# Glen Bell
Glen Bell (3. september 1923 – 16. januar 2010) var en amerikansk forretningsmand, der grundlagde fastfood-kæden Taco Bell.
Han blev født i Lynwood, Californien, og gjorde tjeneste i det amerikanske marinekorps under Anden Verdenskrig. Han sluttede sit militære liv i 1946, og åbnede sin pølsevogn, kaldt Bell's Drive-In i San Bernardino i 1948. I 1952 solgte han sin pølsevogn og byggede en ny, hvor han solgte hotdogs og hamburgere. Mellem 1954 og 1955, åbnede han tre Taco Tias i Los Angeles, og solgte dem senere.
Han døde om aftenen den 16. januar 2010 i en alder af 86 år. Han efterladte sin kone Martha, tre søstre, to sønner, en datter, og fire børnebørn.